# 周良
周良（1926年—2025年3月20日），原名濮良汉，男，江苏海门人，中国曲艺理论家，第四届中国曲艺牡丹奖终身成就奖得主。